# Amédée de Damas
Amédée Jean Marie Paul de Damas, né le 4 juillet 1821 à Marseille (France) et décédé le 19 juin 1903 à Clermont-Ferrand (France), est un prêtre jésuite français, et écrivain. Il est l'auteur de récits de voyages.

## Biographie
Fils d'Ange Hyacinthe Maxence de Damas, Amédée de Damas est aumônier militaire notamment lors de la guerre de Crimée en 1856 (il est présent  au siège de Sébastopol) et durant le conflit de 1870. Il est l'auteur de nombreux ouvrages.

## Œuvres
- Souvenirs religieux et militaires de la Crimée, 1857.
- Ce que doit croire un catholique, Paris, Josse, 1864.
- En Orient. Voyage à Jérusalem, Paris, Putois-Cretté, 1864.
- Souvenirs de guerre et de captivité, Paris, Téqui, 1874.
- Voyages en Orient : La Judée, Paris, Delhomme et Briguet, 1882.
- Voyages en Orient : La Galilée, Paris, Delhomme et Briguet,
- Voyage au Sinaï, Paris, Delhomme et Briguet,
- À quelle carrière me vouer ?, Paris, Téqui, 1883.